# Gerbillurus
Gerbillurus — рід гризунів підродини Піщанкові (Gerbillinae) родини мишеві (Muridae).

## Таксономічні нотатки
Gerbillurus довго розглядався як підрід Gerbillus.

## Опис
Довжина голови й тіла від 90 до 120 мм, довжина хвоста від 95 до 156 мм і вага до 37 гр. Верх коричнюватий чи сірий у G. paeba, піщано-бурий у G. vallinus, ліщинний у G. tytonis, світлий рожевувато-коричевий у G. setzeri. Низ, ступні, нижня частина хвоста зазвичай білі. Тіло кремезне. Морда витягнута. Очі великі. Хвіст довший голови й тіла. Ноги довгі і тонкі. Підошви ніг покриті волоссям, за винятком вузької середньої смуги. У самиць пара рудних і пара пахових молочних залоз. Зубна формула: 1/1, 0/0, 0/0, 3/3 = 16.

## Поширення
Проживає на півдні Африки (Ангола, Намібія, Ботсвана, ПАР).